# اس‌اس آلگوما
اس‌اس آلگوما (به انگلیسی: SS Algoma) یک کشتی است که طول آن ۲۶۲ feet می‌باشد. این کشتی در سال ۱۸۸۳ ساخته شد.